# Polanów (Sainte-Croix)
Pour l’article homonyme, voir Polanów.
Polanów est une localité polonaise de la gmina de Samborzec, située dans le powiat de Sandomierz en voïvodie de Sainte-Croix.